# Machine Robo
Machine Robo: Revenge of Cronos (яп. マシンロボ  クロノスの大逆襲 Масинэ Робо: Куроносу но Дай Гякусю:, Роботы-машины: Месть Хроноса) — фантастический аниме-сериал, от студии Ashi Productions. 
Аниме впервые выходило в эфир с 3 июля 1986 года по 28 мая 1987 года по канале TV Tokyo.  В 1987 году было выпущено продолжение сериала, которое транслировалось с 3 мая по 30 декабря. А также 4 OVA-серии в 1988 и 1990-х годах. Сериал был лицензирован английской компанией Central Park Media и дублирован на Французском языке.

## Сюжет
Chronos no Dai Gyakushuu
Сюжет разворачивается на планете Хронос, населенной роботами. Вражеская банда, известная как Гандориан, прибыла на планету в поисках мифической энергии, известной как Хурибид. Они убивают отца Рома и Лэйны. Главным героям предстоит предотвратить злобные замыслы банды. 
Butchigiri Battle Hackers
На электронную планету Б-1 нападает банда механоидов, известных как Бурендос. Местные обитатели меха-воины для борьбы с захватчиками создают новый альянс — республику Альго. Параллельно на планете терпит крушение корабль из Земли, 5 её членов невольно оказываются втянутыми в борьбу между республикой Альго и Бурендос. В заключительной серии становится известно, что планета Б-1 была создана людьми как испытательный полигон для торговцев оружия. 
Leina Kenrou Densetsu
Преследуя Гандорианцев, воины Хроноса попадают в параллельную реальность. Лэйна перерождается японской школьницей Лэйной Харукой, однако у неё сохранились смутные воспоминания о прошлой жизни. Судьба связывает её с людьми, которых она также в прошлой жизни когда-то знала...
Lightning Trap Leina & Laika
Действие происходит в другой вселенной: самолёт Лэйны Харуки оказывается захваченным бандой головорезов во главе с таинственных мастером Зариком. Сюжет данной серии не связан с предыдущими.

## Список персонажей
Ром Стол (яп. ロム・ストール) — главный герой истории. Рост: 186 см, вес 880 кг. Для сражения использует волчий меч Кэнро (剣狼), владеет боевыми искусствами, переданными ему отцом. Чтобы увеличивать во много раз свою силу, Ром может использовать крупные доспехи: Кэнрю и Байканфу, черпая таким способом энергию самой планеты. Будучи представителем клана Хронос лишен способности трансформироваться.
Сэйю: Кадзухико Иноэ
Лейна Стол (яп. レイナ・ストール) — главная героиня истории и младшая сестра Рома. В нужных ситуациях может тоже прибегать к боевому искусству. Очень злится, когда с Ромом начинают сближаться другие девушки. Как и ее брат, лишена способности трансформироваться.
Сэйю: Юко Мидзутани
Голубой Джет (яп. ブルージェット) — мечник реактивного племени. Может трансформироваться в реактивный самолет. В сериале Война гоботов является ренегатом Фитором.
Сэйю: Синя Отаки
Род Дрилл (яп. ロッドドリル) — член воинственного племени, счастливчик. Трансформируется в дрилл-танк. В сериале Война гоботов является ренегатом Скрюхеадом.
Сэйю: Коити Хасимото
Тройной Джим (яп. トリプルジム) — может трансформироваться в вертолёт или машину. Влюблён в Лейну.
Сэйю: Тосихару Сакураи
Кирай Стол — вождь клана Кронос и мастер боевых искусства «Тэнку Тюсин Кэн». Данному искусству обучал своих детей: Рома, Лэйлу и Гарди. Его убивают в первой серии из-за отказа выдавать тайну местонахождения Хурибида. Завещает свой меч сыну ради защиты планеты от Гандорианцев.
Сэйю: Дзюньити Кагая
Гадесс — злобный лидер банды Гандориан.
Сэйю: Сигэсо Сасаока
Гарди — злодей и владеет боевыми искусствами. Был когда-то старшим братом Рома перед тем, как ему промыли мозги. Сражается с помощью меча Нагасэ (流星).
Сэйю: Ёсукэ Акимото
Дьявольская Сатанинская Шестерка — шесть Гандорианцев, способных сформировать гигантского робота Дьявол-Сатана.
Сэйю: Кениче Оно

## Саундтрек
Открывающая тема: Machine Robo Honō — MARTIN
Shouri no Machine Robo — Masato Shimon
Закрывающая тема: Aoi Heart no Stranger — Ema Watanabe